# India Open 2004
Die India Open 2004 im Badminton fanden in diesem Jahr unter dem Titel Syed Modi International Memorial Tournament im Dezember 2004 in Lucknow statt. Es wurden nur vier Disziplinen ausgetragen – auf die Austragung des Mixed wurde verzichtet.

## Sieger und Platzierte
| Disziplin    | Gold                       | Silber                             | Bronze                            |
| ------------ | -------------------------- | ---------------------------------- | --------------------------------- |
| Herreneinzel | Pullela Gopichand          | Chetan Anand                       | Anup Sridhar                      |
| Herreneinzel | Pullela Gopichand          | Chetan Anand                       | Utsav Mishra                      |
| Dameneinzel  | Aparna Popat               | Wong Mew Choo                      | Pia Zebadiah                      |
| Dameneinzel  | Aparna Popat               | Wong Mew Choo                      | Trupti Murgunde                   |
| Herrendoppel | Rupesh Kumar Sanave Thomas | Jaseel P. Ismail Valiyaveetil Diju | Koh Jack Siaw Nguan Tan Zhao Rong |
| Herrendoppel | Rupesh Kumar Sanave Thomas | Jaseel P. Ismail Valiyaveetil Diju | Tommy Sugiarto Achmad Rivai       |
| Damendoppel  | Shruti Kurien Jwala Gutta  | Wong Mew Choo Anita Raj Kaur       | Trupti Murgunde Aparna Balan      |
| Damendoppel  | Shruti Kurien Jwala Gutta  | Wong Mew Choo Anita Raj Kaur       | B. R. Meenakshi Deepthi Chapala   |

## Finalergebnisse
| Disziplin    | Sieger                     | Finalist                           | Ergebnis            |
| ------------ | -------------------------- | ---------------------------------- | ------------------- |
| Herreneinzel | Pullela Gopichand          | Chetan Anand                       | 15-12, 12-15, 15-13 |
| Dameneinzel  | Aparna Popat               | Wong Mew Choo                      | 11-3, 11-1          |
| Herrendoppel | Rupesh Kumar Sanave Thomas | Jaseel P. Ismail Valiyaveetil Diju | 15-12, 15-8         |
| Damendoppel  | Shruti Kurien Jwala Gutta  | Wong Mew Choo Anita Raj Kaur       | 15-5, 17-15         |

## Referenzen
- Viertelfinale
- Halbfinale
- Finale